# Glucosio
Il glucosio, noto anche come glicosio (o anche destrosio, limitatamente all'enantiomero destrogiro), dal greco antico γλυκύς (glykýs), «dolce», o anche dal greco γλεῦκος (gléykos), «mosto, vino dolce», è un monosaccaride aldeidico; è il composto organico più diffuso in natura, sia libero sia sotto forma di polimeri.

## Caratteristiche
Ha formula CH2OH(CHOH)4CHO [(C6H12O6)], e differisce dal galattosio per la sua configurazione al C4.
È una molecola chirale, ne esistono quindi due enantiomeri:
- l'enantiomero destrogiro (D-glucosio o destrosio), che è il più diffuso in natura ed è presente allo stato libero in numerosi frutti zuccherini; si trova anche nella maggior parte dei liquidi organici, nel fegato, nel sangue e nella milza
- l'enantiomero levogiro (L-glucosio o levulosio).

È uno degli zuccheri più importanti ed è usato come fonte di energia sia dagli animali sia dalle piante. Il glucosio è il principale prodotto della fotosintesi ed è il combustibile della respirazione.
Possiede una buona solubilità in acqua (909 g/L a 25 °C), mentre risulta meno solubile in etanolo. Una soluzione di 100 g/L in acqua a 20 °C possiede un pH attorno a 7.
Il glucosio è uno zucchero aldoesoso perché la sua molecola è composta da sei atomi di carbonio (-esoso) e contiene un gruppo carbonilico aldeidico -CHO tipico delle aldeidi (aldo-). La sua forma più stabile è quella in cui uno dei gruppi ossidrile si lega al carbonio C1 del gruppo aldeidico (-CHO) a formare un anello a 6 atomi, un anello piranosico, la cui struttura è riportata in figura. La reazione di formazione dell'anello è reversibile; a pH 7 circa lo 0,0026% delle molecole è presente in forma aperta.
Il glucosio è una fonte di energia onnipresente in biologia. Il motivo del perché sia questo e non un altro monosaccaride, a esempio il fruttosio, è ancora oggetto di speculazione. In assenza di forme di vita che lo sintetizzino, il glucosio può formarsi chimicamente dalla formaldeide, ed è quindi probabile che fosse presente e ben disponibile quando nacquero i primi sistemi biochimici primitivi. Un'altra proprietà, forse più importante per le forme di vita superiori, è la sua ridotta tendenza (rispetto ad altri zuccheri esosi) a reagire coi gruppi amminici delle proteine. Questa reazione (detta glicazione o glicosilazione non enzimatica) riduce o annulla l'attività di molti enzimi ed è responsabile di numerosi effetti a lungo termine del diabete, quali la cecità e la ridotta funzione renale. La bassa reattività del glucosio verso la glicosilazione è dovuta al suo prevalente permanere nella forma ciclica, meno reattiva.
Nella respirazione, attraverso una serie di reazioni catalizzate da enzimi, il glucosio viene ossidato fino a formare diossido di carbonio e acqua; l'energia prodotta da questa reazione viene usata per produrre molecole di ATP.
Una molecola di glucosio e una di fruttosio unite da un legame glicosidico formano una molecola di saccarosio, il comune zucchero da tavola. L'amido, la cellulosa e il glicogeno sono polimeri del glucosio e vengono generalmente classificati come polisaccaridi.
Il nome destrosio è dovuto al fatto che una soluzione di D-glucosio ruota il piano della luce polarizzata verso destra (ossia in senso orario).

## Isomeria

Animazione del D-glucosio che si chiude ad anello

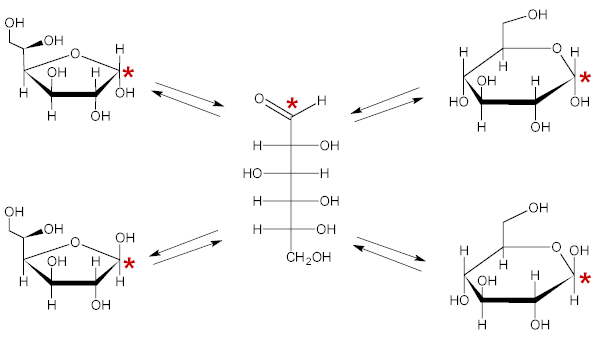
Le forme cicliche del D-glucosio

La molecola del glucosio è chirale; esistono quindi due enantiomeri, l'uno speculare all'altro, il D-glucosio e l'L-glucosio. Dei due, solo il primo (D) è quello utilizzato e prodotto dagli organismi viventi.
Quando la molecola del glucosio si chiude ad anello, può farlo in due modi diversi; il gruppo -OH legato all'atomo di carbonio immediatamente successivo a quello di ossigeno percorrendo l'anello in senso orario può infatti puntare verso il basso o verso l'alto rispetto al piano medio della molecola, nel primo caso si parla di forma α, nel secondo di forma β. In soluzione acquosa le due forme si convertono l'una nell'altra (mutarotazione) e nel giro di qualche ora le proporzioni si stabilizzano sul rapporto α:β 36:64.
Per stabilire se un carboidrato appartiene alla serie D o alle serie L occorre considerare la forma aperta della molecola e confrontare la disposizione dei sostituenti attorno al penultimo atomo di carbonio con la disposizione dei sostituenti attorno al secondo atomo di carbonio della D-gliceraldeide. Il carboidrato è D se ha il penultimo carbonio con il gruppo alcolico a destra, L se a sinistra.

## Sintesi
Nei sistemi viventi
- è il prodotto della fotosintesi clorofilliana nelle piante e in alcuni procarioti;
- viene prodotto nel fegato per scissione delle riserve di glicogeno;
- viene prodotto nel fegato e dalla surrene gastrica tramite un processo noto come gluconeogenesi.

## Ruolo nel metabolismo

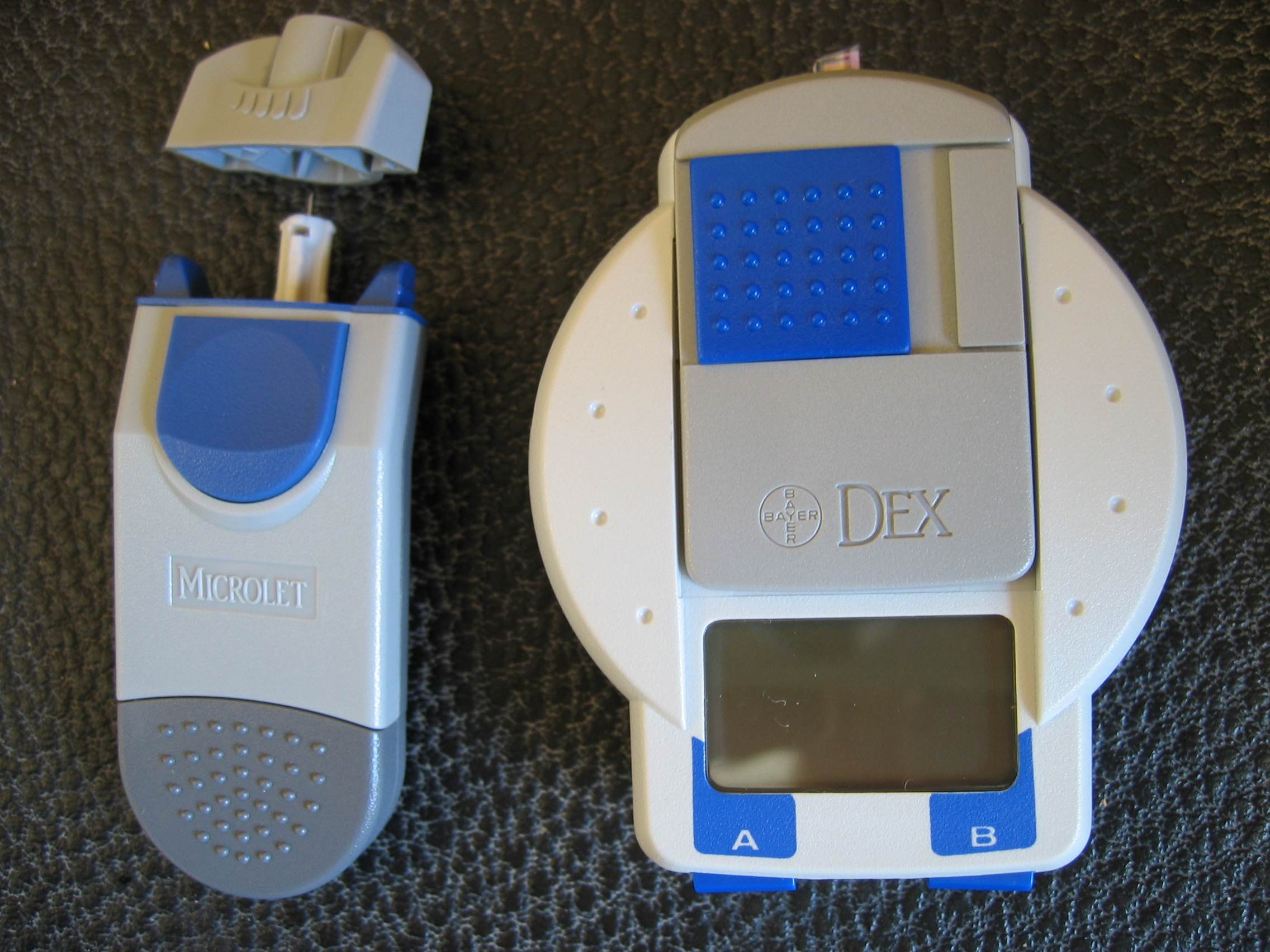
Misuratore di glucosio per esseri umani

Il glucosio è la principale fonte di energia per gli organismi viventi, ma anche tutti gli altri carboidrati hanno un ruolo molto importante. La combustione del glucosio attraverso la respirazione (ossidazione aerobica) fornisce fino a 285 kilocalorie per mole (circa 4 kilocalorie per grammo).
La capacità del fegato d'immagazzinare glucosio è piuttosto limitata (70-100 g), e gli eventuali carboidrati in eccesso (rispetto al fabbisogno calorico) vengono convertiti in grassi e depositati nel tessuto adiposo.
Attraverso la glicolisi, il glucosio è immediatamente coinvolto nella produzione dell'adenosin-trifosfato (ATP), che è il vettore energetico delle cellule. È altresì un composto critico nella sintesi delle proteine e nel metabolismo dei lipidi. Inoltre, dato che le cellule del sistema nervoso non sono in grado di metabolizzare i lipidi, il glucosio rappresenta la loro fonte principale di energia.
Il glucosio è assorbito nel sangue attraverso le pareti intestinali. Parte di esso viene indirizzato direttamente alle cellule cerebrali, mentre il rimanente si accumula nei tessuti del fegato e dei muscoli in una forma polimerica affine all'amido, il glicogeno. Quest'ultimo è una fonte di energia ausiliaria per il corpo e funge da riserva che viene consumata quand'è necessario.
Proprio il rapido assorbimento del glucosio ne fa uno degli zuccheri semplici a più alto indice glicemico, tanto che viene internazionalmente utilizzato come unità di misura di tale indice, posto a 100.
Il fruttosio e il galattosio, altri zuccheri che si formano dalla scissione dei carboidrati, vengono indirizzati al fegato, dove vengono a loro volta convertiti in glucosio. Questo percorso più lungo ne fa degli zuccheri più adatti per un utilizzo dilazionato nel tempo, in quanto il loro indice glicemico è inferiore, ma la loro efficacia è più duratura, in virtù del lento rilascio in forma di glucosio da parte del fegato.

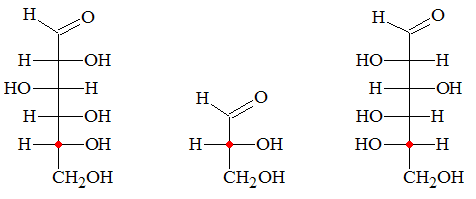
Attribuzione del marcatore D o L agli enantiomeri del glucosio

### Trasporto transepiteliale del glucosio
L'assorbimento del glucosio a livello intestinale richiede l'intervento di diversi trasportatori del glucosio, ovvero proteine integrali di membrana che mediano il passaggio delle molecole del monosaccaride da una parte all'altra dell'epitelio. Il modello che descrive questo processo prende in considerazione tre trasportatori detti SGLUT1, Na+/K+ ATPasi (pompa sodio-potassio) e GLUT2.
Il sodio entra nelle cellule dell'epitelio tramite un simporto sodio-glucosio, SGLUT1, grazie a un gradiente di concentrazione favorevole trascinando con sé il glucosio. La differenza di concentrazione è mantenuta grazie alla pompa sodio/potassio che espelle costantemente ioni Na+ fuori dalla cellula. Il glucosio poi può raggiungere la circolazione sanguigna attraverso GLUT2 senza bisogno di ulteriore energia perché si muove secondo gradiente.